# The Face
The Face is een realityshow waarin een aantal, zowel vrouwelijke als mannelijke, beroepsmatige modellen met elkaar de competitie aan gaan voor de titel The Face. De modellen zitten allemaal in een team dat begeleid wordt door een coach uit het vak. Deze professionals staan de deelnemers met raad en daad terzijde. De winnaar krijgt een internationaal modellencontract en een campagne van L'Oréal Paris.

## Format
De vier coaches selecteren elk vijf modellen naar keus uit 30 vrouwelijke en 30 mannelijke modellen. De twee vrouwelijke coaches kiezen vijf vrouwelijke modellen en de twee mannelijke coaches kiezen beide vijf mannelijke modellen. Elke coach mag met vier modellen de wedstrijd starten. De zestien modellen worden daarna in één huis gezet. Elke week krijgen de modellen serieuze opdrachten van hun personal booker Jeroen Panders. Deze bookings kunnen castings, fotoshoot of een catwalkshow zijn. De vier coaches geven hun kandidaten voor de opdracht een goed mogelijk advies mee om zo de opdracht ook daadwerkelijk binnen te halen. Met deze opdrachten wordt er geld verdiend en zo wordt de stand tussen de vier teams bijgehouden.
Ook moet er wekelijks een model het huis verlaten. De coaches moeten hiervoor uit hun eigen team de zwakste schakel nomineren. Vervolgens mogen de vrouwelijke coaches kiezen wie er weg gaat van de mannelijk modellen en de mannelijk coaches mogen aangeven wie er weg moet van de vrouwelijke modellen. Uiteindelijk komen er vier modellen in de finale. De keus voor de winnaar is gebaseerd op het verdiende (fictieve) geld van alle opdrachten en de potentiële groei. De winnaar wint een campagne bij L'Oréal Paris en een internationaal modellencontract.

### Presentatrice en juryleden
In november werd het format van The Face bekendgemaakt en zouden Fred van Leer en Bastiaan van Schaik al twee van de vier coaches zijn. Maar geen van beiden werd ook daadwerkelijk een coach. Uiteindelijk werden de vier coaches Frederique van der Wal, Olcay Gulsen, Philip Riches en Mark Cox op 19 januari 2012 bekendgemaakt door Sylvie van der Vaart in het programma RTL Boulevard. bij haar eerste presentatieklus voor de Nederlandse televisie sinds 2004, en daarnaast haar eerste grote programma in Nederland.

### Kritiek
De opnames lagen begin februari een tijdje stil nadat de omwonenden van het appartement waarin de modellen verbleven een kort geding hadden aangespannen wegens geluidsoverlast. De omwonenden eisten een ontruiming van de opnamelocatie, een torenhoge dwangsom en een verbod om het programma uit te zenden. Talpa wist echter het kort geding in Amsterdam te winnen, nadat de rechtbank alle vorderingen had afgewezen.

## Modellen
(de leeftijden zijn van het moment van opname)

### Mannen
| Kandidaat         | Leeftijd | Woonplaats               | Team        | Ontslagen |
| ----------------- | -------- | ------------------------ | ----------- | --------- |
| Stefan Scheenstra | 19       | Apeldoorn, Gelderland    | Team Philip | Runner Up |
| Pluk Kersten      | 29       | Amsterdam, Noord-Holland | Team Mark   | Ronde 7   |
| John Ruitenbeek   | 19       | Otterlo, Gelderland      | Team Philip | Ronde 6*  |
| Simon Fluks       | 23       | Amsterdam, Noord-Holland | Team Mark   | Ronde 5   |
| Dennis Opperman   | 18       | Veenendaal, Utrecht      | Team Mark   | Ronde 4   |
| Timothy Dingeman  | 24       | Amsterdam, Noord-Holland | Team Philip | Ronde 3   |
| Jordy Schmidt     | 17       | Zaandam, Noord-Holland   | Team Philip | Ronde 1   |

- John moet de wedstrijd in ronde 6 verlaten omdat hij in New York niet door de douane kwam.

### Vrouwen
| Kandidaat       | Leeftijd | Woonplaats                           | Team            | Ontslagen |
| --------------- | -------- | ------------------------------------ | --------------- | --------- |
| Chelsey Weimar  | 15       | Oostzaan, Noord-Holland              | Team Olcay      | Winnaar   |
| Sharona Bakker  | 20       | Zutphen, Gelderland                  | Team Frederique | Ronde 7   |
| Anne van Weenen | 15       | Kapelle, Zeeland                     | Team Frederique | Ronde 6   |
| Rabia Omanette  | 19       | Amsterdam, Noord-Holland             | Team Frederique | Ronde 5   |
| Janine Stoffer  | 22       | Groningen, Groningen                 | Team Olcay      | Ronde 4   |
| Cinzia Guarneri | 22       | Wijchen, Gelderland                  | Team Olcay      | Ronde 3   |
| Saskia de Prez  | 17       | Capelle aan den IJssel, Zuid-Holland | Team Frederique | Ronde 2   |
| Tessa Coenen    | 19       | Roermond, Limburg                    | Team Olcay      | Ronde 1   |

#### Eliminatielijst
| Vrouw | Man | Genomineerd | Vrijstelling |

| Ontslagronde:     | 1         | 2         | 3         | 4         | 5         | 6         | 7         | 8         |           |
| Kandidaat         | Resultaat | Resultaat | Resultaat | Resultaat | Resultaat | Resultaat | Resultaat | Resultaat | Resultaat |
| ----------------- | --------- | --------- | --------- | --------- | --------- | --------- | --------- | --------- | --------- |
| Chelsey Weimar    | VS        |           |           |           | NOM       | NOM       |           | WINNAAR   |           |
| Stefan Scheenstra |           |           |           |           | NOM       |           |           | RUNNER-UP |           |
| Pluk Kersten      | VS        |           |           |           |           | VS        | Elim      |           |           |
| Sharona Bakker    | NOM       | VS        | VS        | VS        |           | VS        | Elim      |           |           |
| Anne van Weenen   |           |           |           | NOM       | VS        | Elim      |           |           |           |
| John Ruitenbeek   |           | NOM       | VS        | NOM       | VS        | Elim      |           |           |           |
| Simon Fluks       |           |           | NOM       | VS        | Elim      |           |           |           |           |
| Rabia Omanette    |           |           | NOM       |           | Elim      |           |           |           |           |
| Dennis Opperman   |           |           |           | Elim      |           |           |           |           |           |
| Janine Stoffer    |           |           |           | Elim      |           |           |           |           |           |
| Timothy Dingeman  |           | VS        | Elim      |           |           |           |           |           |           |
| Cinzia Guarneri   |           | NOM       | Elim      |           |           |           |           |           |           |
| Saskia de Prez    |           | Elim      |           |           |           |           |           |           |           |
| Jordy Schmidt     | Elim      |           |           |           |           |           |           |           |           |
| Tessa Coenen      | Elim      |           |           |           |           |           |           |           |           |